# Maurice Grevisse
Maurice Grevisse, (n. 7 octombrie 1895, Rulles (Habay), Belgia - d. 4 iulie 1980, La Louvière, Belgia), a fost un gramatician belgian francofon. Este cunoscut îndeosebi pentru lucrarea sa de gramatică franceză Le Bon Usage.
Numele de familie « Grevisse » nu primește niciun accent pe e, dar este pronunțat în mod curent //ɡʁe.vis//.

## Biografie
Maurice Émile Grevisse s-a născut la 7 octombrie 1895 la Rulles, în Belgia valonă. Era fiul lui Désiré Grevisse, potcovar, și al soției acestuia, Marie Eugénie Michel, croitoreasă. Cel mai tânăr al unei familii de cinci copii, Maurice Émile a venit pe lume în timp ce părinții săi aveau 38 și respectiv 32 de ani.

### Formarea
Maurice Grevisse, a cărui limbă maternă era graiul gaumais, o variantă a dialectului lorren, a învățat franceza la școala primară. Institutorul său, Jules Forêt, i-a predat calculul, formarea morală și religioasă și limba franceză. Elev harnic, Maurice Grevisse a luat curând gustul bunei ortografii și al exercițiilor de dictare pe care institutorul le cerea elevilor.
La sfârșitul școlarității obligatorii în 1908, Maurice Grevisse era prevăzut, de tradiția familiei, să-și continue activitatea la forja părintească, dar el și-a afirmat voința să devină institutor. Părinții săi au cedat rugăminților sale și l-au înscris la Frații mariști la Arlon.
În 1910, a intrat la școala normală din Carlsbourg (Paliseul), unde și-a primit diploma de institutor în 1915. S-a înscris apoi la școala normală din Malonne și a devenit regent literar. Apoi a ocupat o poziție de profesor de franceză la Școala Pupililor Armatei din Marneffe. În această perioadă, a învățat singur latina și greaca veche. În timp ce își continua cariera, a urmat cursuri de filologie clasică la Universitatea din Liège. În 1925, a primit titlul de „doctor în filologie clasică”.

### Le Bon Usage
Maurice Grevisse a devenit, în 1927, profesor la Școala Regală de Cadeți din Namur. Institutor, apoi profesor, își dă seama că gramaticile existente nu răspund nevoilor sale de predare. El își reia adnotările într-un nou concept pe care îl numește Le Bon Usage. Pasionat de gramatică, Raoul Grosjean, profesor pe atunci director al gimnaziului din Neuchâtel, a fost mult timp în contact cu Grevisse, căruia i-a transmis numeroase manuscrise despre gândurile sale de gramatician.
Mulți editori renumiți i-au refuzat manuscrisul. Maurice Grevisse i s-a adresat lui Fernand Desonay, profesor la Universitatea din Liège. Entuziasmat de calitatea textului, el însuși a mers să-i găsească un editor. După multe refuzuri, în 1936 a obținut acordul casei de editură Duculot, un modest editor din Gembloux care a publicat prima versiune a gramaticii sale sub titlul Le Bon Usage. În prima ediție, lucrarea avea 704 pagini, fiind tipărită în 3.000 de exemplare.
Lucrarea a fost republicată în 1939, apoi în 1946. Succesul nu a fost desmințit niciodată, nici măcar în timpul celui de-Al Doilea Război Mondial. Pe 8 februarie 1947, pe prima pagină a publicației Le Figaro littéraire, André Gide a citat Le Bon Usage drept cea mai bună gramatică de limba franceză. Acest articol a contribuit foarte mult la succesul cărții în străinătate.

### Moartea și omagii
Maurice Grevisse a murit la 4 iulie 1980 în La Louvière, după ce încredințase „frâiele” lucrării Le Bon Usage ginerelui său, André Goosse.
Hervé Bazin va lăuda la Maurice Grevisse sa «noua sa concepție privitoare la rolul gramaticianului, care preferă faptul regulii; actualizare constantă; o erudiție niciodată aspră, niciodată uscată, o sumă de exemple, citate antice sau moderne care răspund unor lecturi imense; și mai ales modernitatea analizei, combinată cu simțul măsurii». Lexicograful Paul Robert va emite o altă părere superlativă în 1980: «Le Bon Usage este «cea mai bună gramatică a limbii franceze».

## Distincții

### Onoruri
- Din 1967 până la moartea sa survenită în 1980, a făcut parte din Conseil international de la langue française (în română, „Consiliul Internațional al Limbii Franceze”).
- Institutul Jules Destrée, ca urmare a unui vot emis de personalități politice și academice, l-a clasat printre cei „O Sută de Valoni” (în franceză, « Cent Wallons ») ai secolului.

### Premii
- Prix de la langue-française de l'Académie française[13] în 1938, la doi ani după publicarea gramaticii sale, Le Bon Usage.
- Prix De Keyn de l’Académie royale de Belgique[14] în 1939.
- Medalia de aur a Academiei Franceze în 1946.

### Decorații
- Chevalier de l'ordre de Léopold în 1947.
- Officier de l'ordre de Léopold II în 1955.
- Commandeur de l'ordre de la Couronne în 1971.
- Officier de la Légion d'honneur în 1971.
- Commandeur de l'ordre des Palmes académiques în 1967.[15]

## Bibliografie

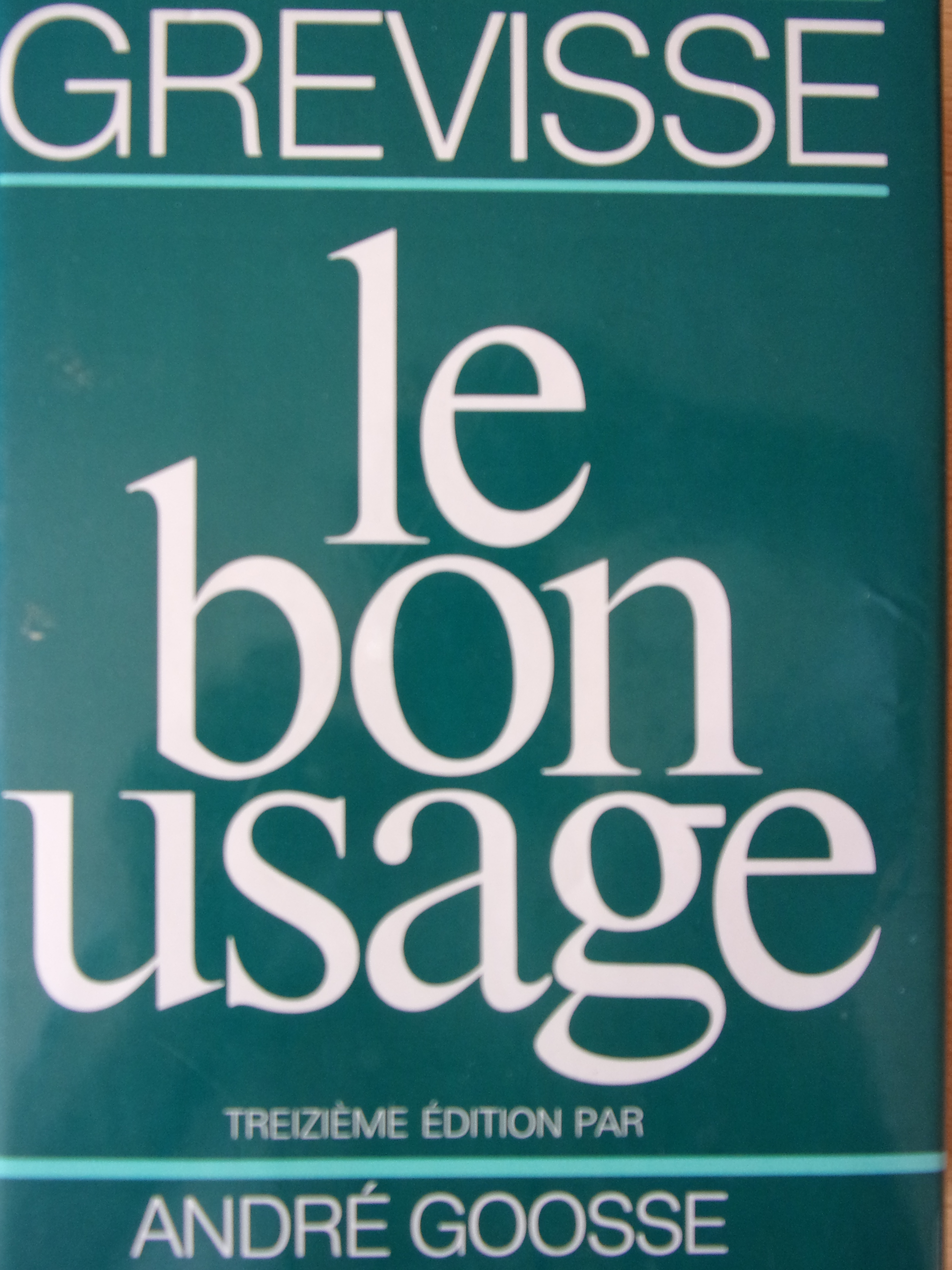
Coperta ediției a 13-a a lucrării Le Bon Usage.